# あつみ型輸送艦
あつみ型輸送艦（あつみがたゆそうかん、英語: Atsumi-class landing ship tank）は海上自衛隊の輸送艦の艦級。海自初の国産輸送艦である。

## 来歴
海上自衛隊では、1961年にアメリカ海軍から退役したLST-542級戦車揚陸艦（LST-1級最後期型）3隻の供与を受け、おおすみ型輸送艦として運用を開始した。同型3隻は横須賀地方隊の隷下に第1輸送隊を編成したが、1962年5月1日には自衛艦隊の直轄下に隷属替えとなり、海上輸送及び海上作戦輸送に従事した。
また1968年の小笠原諸島本土復帰に伴って硫黄島航空基地分遣隊や父島基地分遣隊の開隊が決定されると、そのビーチング能力を生かして、港湾施設が未整備のこれらの地域において、補給物資や器材の輸送に活躍した。
このことから、地方隊の専属艦として同様の業務にあてるための輸送艦として計画されたのが本型である。

## 設計
設計にあたっては、おおすみ型を手本とした戦車揚陸艦（LST）型とされており、艦首を海岸に擱座して兵員・車両を揚陸することを前提としている。艦首部に観音開きの門扉（バウ・ドア）とその中に道板（バウ・ランプ）を設け、その後方に連続して車両甲板を設置するという設計は共通だが、バウ・ドアとバウ・ランプは油圧駆動とされており、またバウ・ランプは二段の折りたたみ式とされた。後部上構両側の01甲板レベルには車両人員揚陸艇（LCVP）を搭載するためのダビットが設置されていたが、このうち右舷側のものはより大型の機動揚陸艇（LCM）にも対応可能とされていた。この場合、右舷側のLCVPは上甲板に移された。また艦橋前の上甲板左舷には10トンデリックが設けられ、物資の揚降に用いられたが、「ねむろ」ではデッキクレーンに変更された。
搭載能力は1個普通科中隊130名と装備車両、または400トンの物資揚陸ができ、74式戦車であれば5両、3.5トン・トラックであれば10両を搭載できた。戦車は車両甲板に搭載され、その両側に兵員収容区画が設けられた。
なお主機関としては、昭和42年度計画の訓練支援艦「あづま」（42ATS）から採用された方式が踏襲されて、川崎造船・MAN社製V8V22/30ATL V型16気筒ディーゼルエンジンが2基搭載され、1基ずつで両舷の推進器を駆動する方式とされた。

## 配備
まず第3次防衛力整備計画中の昭和45年度計画において1隻が建造された後、第4次防衛力整備計画においてさらに2隻が建造された。このうち3番艦「ねむろ」は昭和48年度に予算計上されたが、オイルショックによる建造費急騰で契約不能となり、改めて昭和50年度に計画された。
| 計画年度 | 艦番号   | 艦名   | 建造          | 起工                         | 進水                        | 就役                         | 配属   | 除籍                        |
| -------- | -------- | ------ | ------------- | ---------------------------- | --------------------------- | ---------------------------- | ------ | --------------------------- |
| 昭和45年 | LST-4101 | あつみ | 佐世保 重工業 | 1971年 （昭和46年） 12月7日  | 1972年 （昭和47年） 6月13日 | 1972年 （昭和47年） 11月27日 | 横須賀 | 1998年 （平成10年） 2月13日 |
| 昭和47年 | LST-4102 | もとぶ | 佐世保 重工業 | 1973年 （昭和48年） 4月23日  | 1973年 （昭和48年） 8月3日  | 1973年 （昭和48年） 12月21日 | 佐世保 | 1999年 （平成11年） 4月12日 |
| 昭和50年 | LST-4103 | ねむろ | 佐世保 重工業 | 1976年 （昭和51年） 11月18日 | 1977年 （昭和52年） 6月16日 | 1977年 （昭和52年） 10月27日 | 大湊   | 2005年 （平成17年） 5月21日 |